# Národní obrození
Národní obrození je období a proces formování novodobých (moderních) národů, obroda konkrétní národní (etnické) kultury probíhající převážně v 18. a 19. století. Impulsem bylo osvícenství a Velká francouzská revoluce (1789–1799), důsledkem hospodářských změn (průmyslové revoluce) a rozpadu feudalismu v zemích jako Francie, Anglie i ekonomicky silném Nizozemsku.
Osvícenci, vzdělaní příslušníci etnické komunity bez literární tradice v mateřském (rodném) jazyce (zpravidla bez vlastního národního státu a bez dominance ve státě, který obývají, ale jehož členové netvoří ani šlechtu ani vládnoucí třídu) došli k závěru, že jsou etnickým společenstvím, národem, který je třeba „probudit“ (obrodit, znovuzrodit, osvítit atp.) s cílem dosáhnout všech atributů plně zformovaného národa.
Národní obrození jsou charakteristická pro období formování moderního nacionalismu, kdy se utvářely novodobé (moderní) národy. Obrozenci hleděli do minulosti na podle nich slavnější období (zlatý věk) vlastního národa a svoji současnost považovali za období úpadku (dobu temna, viz Doba temna). Snažili se proto o obrodu (oživení) národa a to zejména na poli kulturním nebo obnovením jazyka a později se k tomu často přidala i snaha o politickou nezávislost (emancipaci, viz revoluce v roce 1848 a myšlenka (idea) národních států). Např. Bělorusové, Češi, Estonci, Chorvati, Lužíčtí Srbové, Makedonci, Slováci, Slovinci, Srbové, Ukrajinci atd. si začali nárokovat jazykové, kulturní a politické osamostatňování. Oblíbenými tématy období romantismu byla národní historie, zejména středověká, a raná národní literatura, zejména epické básně. Tyto hrdinské eposy byly natolik oblíbené, že byly i falšovány, což bylo později více či méně věrohodně dokázáno, viz Ossian, spor o Rukopisy či Slovo o pluku Igorově. K podpoře národní kultury byla rozvíjena národní historiografie a literatura a byly zakládány instituce jako muzea a divadla.
Příklady národních obrození:
- Běloruské národní obrození – v 17. století působil osvícenec Simeon Polockij a ke klíčovým osobnostem běloruského národního obrození patřila básnířka Alaiza Paškevičová nebo spisovatel Konstanty Kalinowski,
- Bulharské národní obrození – období oživení bulharského jazyka, kultury a literatury (zvýšení národního povědomí Bulharů) v průběhu 19. století, probíhající násilným způsobem (v duchu boje proti Turkům, vlivu na upadající Osmanské říši) završené vytvořením nezávislého bulharského státu, Velkého (Sanstefanského) Bulharska roku 1878,
- České národní obrození –  období formování moderního českého národa s kořeny asi v poslední třetině 18. století, trvající do druhé poloviny 19. století a politicky završené roku 1918 vznikem Československa,[4][5]
- Estonské národní obrození – období datované od poloviny 19. století do vzniku samostatné Estonské republiky roku 1918,
- Finské národní obrození – období zrození romantického finského nacionalismu v 19. století, který se konkrétněji projevil jako fennomanské hnutí (fennomanie, hnutí za finství) doprovázené finizací, ovlivněné aktivitou národa Laponců při obraně jejich jazyka a kultury; jde také o období vzniku svekomanie (hlásící se ke švédské kultuře, opřené o teorii nerovnosti ras šířící se z Francie na začátku druhé poloviny 19. století),[6][7]
- Chorvatské národní obrození (Ilyrismus) –  období s kořeny ve 30. a 40. letech 19. století, reagující na procesy obnovy vlastní kultury, jazyka a tradic probíhající v Čechách, na Moravě, Slovensku a v dalších oblastech rakouského císařství,
- Lužicko-Srbské národní obrození – období s kořeny ve 40. letech 19. století, inspirované německým romantismem a nacionalismem po napoleonských válkách a myšlenkou „slovanského společenství národů“,
- Makedonské národní obrození – představitelem makedonského národního obrození byl Kiril Pejčinovič (1770–1865), severomakedonský kněz a spisovatel, píšící především náboženskou literaturu,
- Německé národní obrození – období s kořeny v polovině 19. století, kdy Němci začali hledat vlastní identitu, minulost a budoucnost, podobně jako jiné evropské národy,[6][8][9] od poloviny 18. století se sami osvícenští a deističtí myslitelé přihlašují k původně polemickému označení „racionalisté“ (a obsah náboženství se redukuje na přirozenou či racionální morálku),[10] kde polemické označení „racionalisté“ pro teology ovlivněné scholastikou, snažící se svoji křesťanskou víru zdůvodňovat rozumově, namísto, aby ji opírali výhradně o Boží zjevení a Písmo, se objevuje v souvislosti s německou reformací počátkem 17. století. Pečlivý (akribický) českoněmecký brněnský archivář a historik Bertold Bretholz vystoupil proti Palackého koncepci pojetí českých dějin (viz Dějiny národu českého v Čechách a v Moravě) a otevřel rozsáhlou diskusi o soužití Čechů a Němců, zejména v období jeho počátků, v éře kolonizace českých zemí. Podporovali ho historici a archiváři, představitelé německé historiografie, jako například Eugen Lemberg nebo Alfred Schmidtmayer. Hlavní podporovatel, historik německé národnosti a po druhé světové válce odsouzený a popravený protektorátní náměstek pražského primátora, Josef Pfitzner, vykládal společné dějiny Čechů a Němců jako proces počešťování „českých“ Němců a německé národní obrození jako vzpouru Němců proti této „čechizaci“,[11]
- Norské národní obrození[1]
- Polské národní obrození[12]
- Slovenské národní obrození – období reforem Josefa II. od 80. let 19. století. do revoluce v letech 1848–1849[13]
- Slovinské národní obrození
- Rakouské národní obrození[9]
- Rumunské národní obrození
- Skandinavismus – hnutí s kořeny v první polovině 19. století, založené na myšlence (idei) hospodářsky, kulturně a zákonodárně (politicky) sjednocené (spolupracující) Skandinávie, či dokonce jednotného národa založeného na jazykovém, politickém a kulturním dědictví Dánska, Norska a Švédska[6]
- Srbské národní obrození
- Švédské národní obrození[14]
- Ukrajinské národní obrození